# Willie O’Dea
William (Willie) John O’Dea, irl. Liam Ó Deaghaidh (ur. 1 listopada 1952 w Limerick) – irlandzki polityk i prawnik, działacz Fianna Fáil, parlamentarzysta, w latach 2004–2010 minister obrony.

## Życiorys
Uczęszczał do Patrician Brothers College w Ballyfin, po czym studiował prawo na University College Dublin. Kształcił się następnie w King’s Inns, instytucji szkolącej prawników. Uzyskał również uprawnienia księgowego. Praktykował jako adwokat i księgowy, zajmował się też działalnością dydaktyczną na UCD i na University of Limerick. Publikował m.in. na łamach „Sunday Independent”.
Zaangażował się w działalność polityczną w ramach Fianna Fáil. Był radnym hrabstwa Limerick. W lutym 1982 po raz pierwszy został wybrany do Dáil Éireann. Do niższej izby irlandzkiego parlamentu z powodzeniem ubiegał się o reelekcję w kolejnych wyborach w listopadzie 1982, 1987, 1989, 1992, 1997, 2002, 2007, 2011, 2016, 2020 i 2024. Początkowo reprezentował okręg Limerick East, od 2011 wybierany w okręgu Limerick City. Kilkakrotnie pełnił funkcję ministra stanu (sekretarza stanu niewchodzącego w skład gabinetu) – w departamencie sprawiedliwości (1992–1994, 2002–2004) oraz w departamencie edukacji (1997–2002).
29 września 2004 premier Bertie Ahern powierzył mu stanowisko ministra obrony. Pozostał na tym urzędzie również w jego kolejnym rządzie oraz w gabinecie Briana Cowena. Funkcję tę pełnił do 18 lutego 2010. Powodem dymisji stało się pomówienie kandydatki Sinn Féin w kampanii wyborczej i związane z tym krzywoprzysięstwo.